# Београджанка
Београджанка (серб. Београђанка), или Палата Белград (серб. Палата Београд), — небоскрёб в центре Белграда. Расположен между улицей Короля Милана и Масариковой. Высота здания 101 м, в здании 24 этажа.

## История
Построен по проекту архитектора Бранко Пешича в 1969—1974 годах как первый небоскрёб в центре города между площадями Славия и Теразия. Это здание — одно из выдающихся строений модернизма Белграда конца 60-х годов XX века и в то время было самым высоким зданием в Белграде.
На последнем этаже был ресторан с прекрасным видом. В начале 1990-х он был закрыт, так как последний этаж купила для своих нужд местная радиостанция «Студио Б».

## Београджанка сегодня
В подвале расположен большой супермаркет, который сейчас принадлежит «Макси дисконта». Первые четыре этажа сдаются частным предпринимателям. Другие этажи находятся в ведении города. Там размещается теле-радио станция «Студио Б», народная канцелярия президента Сербии, секретариат городского правительства, Белградская Открытая Школа. На предпоследнем этаже расположен главный офис IKEA в Сербии. Новостное агентство «Блиц» тоже имеет несколько офисов в Београджанке, но собирается переместиться в новое здание.

## Перестройка
Власти города планируют перестроить и обновить здание, почистить фасад, перестроить внутренние помещения и вновь открыть ресторан на последнем этаже.